# A Lenda do Demônio
A Lenda do Demônio (超神伝説うろつき童子, Chōjin Densetsu Urotsukidōji, literalmente, "Criança vagabunda - A lenda do superdeus") é uma série de hentai criada por Toshio Maeda em 1986, conhecida pela violência e pelo erotismo. Produzida para adultos, é repleta de sexo bestial, traços grotescos e seres demoníacos. Na década de 90, o primeiro filme da série foi exibido no Brasil diversas vezes pela TV Bandeirantes no Cine Band Privé. Isso fez com que a produção se tornasse conhecida, mas, após a censura, o filme não foi mais apresentado.

## Dublagem japonesa
- Tomohiro Nishimura - Jyaku Amano
- Tsutomu Kashiwakura e Nobuyuki Hiyama - Kuroko
- Hirotaka Suzuoki - Tatsuo Nagumo
- Kenyuu Horiuchi - Norikazu Ozaki
- Yasunori Matsumoto - Takeaki Kiryū
- Youko Asagami - Akemi Ito
- Maya Okamoto e Yumi Takada - Megumi Amano
- Norio Wakamoto - Suikakujyu
- Kouichi Yamadera - Yuichi Niki
- Demon Kogure e Ken Yamaguchi - Münchhausen II
- Daisuke Gori - Deus Supremo
- Yumi Takada - Alector
- Yasunori Matsumoto - Buju
- Tsutomu Kashiwakura - Idaten
- Ryuzaburo Otomo - Caesar
- Kazuhiro Nakata - D9

## Dublagem brasileira
- Márcio Araújo - Tatsuo Nagumo
- Tânia Gaidarji - Akemi Itō
- Figueira Júnior - Jyaku Amano
- Márcia Regina - Megumi Amano
- Sérgio Corsetti - Norikazu Ozaki
- Alexandre Marconato - Aqualitis
- Raquel Marinho - Deus Supremo